# George King (koszykarz)
George Smith King Jr (ur. 16 sierpnia 1928 w Charleston, zm. 5 października 2006 w Naples) – amerykański koszykarz, występujący na pozycji obrońcy, mistrz NBA z 1955, po zakończeniu kariery zawodniczej – akademicki trener koszykarski.

## Osiągnięcia
College
- Sportowiec Amator Roku West Virginia (1949, 1950)
- Wybrany do Galerii Sław Sportu Uniwersytetu Charleston – University of Charleston Athletic Hall of Fame (1985)

NBA
- Mistrz NBA (1955)[1]
- Wicemistrz NBA (1954)[1]

Inne
- Mistrz National Industrial Basketball League (1951)

Trenerskie
- Wicemistrzostwo NCAA (1969)
- Mistrzostwo sezonu regularnego konferencji NCAA (Southern – 1961–1963, Big 10 – 1969)
- Laureat NACDA's James J. Corbett Memorial Award (1990)